# Vhod-izhod
Vhod-izhod (angleško Input/Output, kratica I/O) je skupek procesov in naprav, ki omogočajo komuniciranje med sistemom za obdelavo podatkov (računalnikom) in njegovim okoljem, bodisi človekom (uporabnikom), bodisi drugimi tovrstnimi sistemi.
V računalniški arhitekturi pojmujemo procesor in primarni pomnilnik kot osrčje računalniškega sistema, vhod-izhod pa so vsi procesi, ki posredujejo podatke med pomnilnikom in drugimi napravami. Te so lahko fizično vgrajene v računalnik, na primer v obliki  razširitvenih kartic, ali pa so zunanje (periferne) naprave, ki imajo ločeno ohišje in so z računalnikom povezane s kabli ali brezžično. Za povezavo skrbijo ustrezni vmesniki in vodila na fizični ravni, na programski ravni pa procesi, kot so vhodno-izhodne preslikave in prekinitve.
V interakciji med človekom in računalnikom je naloga vhodnih naprav, da podatke posredujejo računalniku v njemu razumljivi obliki, naloga izhodnih naprav pa, da izhodno informacijo predstavijo v človeku razumljivi obliki. 